# Voo EgyptAir 990
O voo 990 da EgyptAir (MS990 / MSR990) era uma rota aérea internacional regular de passageiros do Aeroporto Internacional de Los Angeles para o Aeroporto Internacional do Cairo, com escala no Aeroporto Internacional John F. Kennedy, na cidade de Nova York. Em 31 de outubro de 1999, o Boeing 767-300ER que fazia esta rota caiu no Oceano Atlântico a cerca de 60 milhas (100 km) ao sul da ilha de Nantucket, Massachusetts, matando todos os 217 passageiros e tripulantes a bordo.
Como o acidente ocorreu em águas internacionais, ele foi investigado pela Agência de Aviação Civil Egípcia do Ministério da Aviação Civil (ECAA) e pelo Conselho Nacional de Segurança nos Transportes (NTSB) de acordo com as regras da Organização de Aviação Civil Internacional. Como a ECAA não tinha os recursos do NTSB, o governo egípcio pediu ao governo americano que o NTSB cuidasse da investigação. Duas semanas após o acidente, o NTSB propôs entregar a investigação ao Federal Bureau of Investigation, pois as evidências coletadas sugeriam que um ato criminoso havia ocorrido e que o acidente foi intencional e não acidental. As autoridades egípcias se recusaram a aceitar a proposta de entregar a investigação ao FBI, então o NTSB apenas continuou a investigação.
A investigação da NTSB verificou que o co-piloto substituto, Gameel Al-Batouti, desligou o piloto automático e mergulhou deliberadamente no oceano enquanto repetia "Tawakalt ala Allah" ("Eu confio em Deus"). A ECAA concluiu que o acidente foi causado por falha mecânica do sistema de controle do profundor da aeronave. O relatório sugeriu várias possibilidades para a causa do acidente, com foco na possível falha de uma das unidades de controle de potência do elevador certo. No entanto, o NTSB rejeitou o relatório da ECAA depois de se ter constatado que nenhum cenário poderia explicar os movimentos finais do voo condenado, a não ser um ato humano intencional.

## Aeronave, tripulação e passageiros

### Aeronave
O voo 990 estava sendo pilotado em uma aeronave Boeing 767-366ER registrado SU-GAP, e apelidada de Tutmosis III em homenagem a um faraó da 18ª Dinastia. A aeronave, uma versão ampliada e de alcance estendido do 767 padrão, foi o 282º 767 construído. Ele voou pela primeira vez em 15 de setembro de 1989 e foi entregue à EgyptAir em 26 de setembro do mesmo ano.

### Tripulação da cabine
A tripulação da cabine do voo 990 consistia no capitão Ahmed El-Habashi de 57 anos, o primeiro oficial Adel Anwar de 36 anos, que estava trocando de serviço com outro co-piloto para que pudesse voltar para casa a tempo de seu casamento, 52 anos - o antigo capitão Raouf Noureldin, o primeiro oficial substituto Gameel Al-Batouti, de 59 anos, e o piloto-chefe do Boeing 767, capitão Hatem Rushdy. O capitão El-Habashi era um piloto veterano que estava com a EgyptAir por 36 anos e acumulou cerca de 14.400 horas de voo, mais de 6.300 foram no 767. O primeiro oficial substituto Al-Batouti tinha cerca de 5.200 horas de voo no 767 e um total de aproximadamente 12.500 horas.
Por causa do tempo de voo programado de 10 horas, o voo exigia duas tripulações de voo completas, cada uma consistindo de um capitão e um primeiro oficial. A EgyptAir designou uma tripulação como "tripulação ativa" e a outra como "tripulação de cruzeiro", às vezes também chamada de "tripulação substituta". Embora nenhum procedimento formal seja especificado quando cada tripulação voa a aeronave, a tripulação ativa normalmente faz a decolagem e voa as primeiras quatro a cinco horas de voo. A tripulação de cruzeiro então assumiu o controle da aeronave até cerca de uma a duas horas antes do pouso, quando a tripulação ativa retornou à cabine e assumiu o controle da aeronave. A EgyptAir designou o capitão da tripulação ativa como o piloto no comando ou comandante do voo.
Enquanto a tripulação do cruzeiro deveria assumir o comando durante o voo, o primeiro oficial de apoio Al-Batouti entrou na cabine e recomendou que ele substituísse o primeiro oficial do comando 20 minutos após a decolagem. O primeiro oficial do comando, Anwar, inicialmente protestou, mas acabou cedendo.

### Passageiros
O voo transportava 203 passageiros de sete países: Canadá, Egito, Alemanha, Sudão, Síria, Estados Unidos e Zimbábue. Das 217 pessoas a bordo, 100 eram americanas, 89 eram egípcias (75 passageiros, 14 tripulantes), 21 eram canadenses e sete eram de outras nacionalidades. Dos passageiros americanos, 54, muitos deles idosos, compraram pacotes na agência de turismo Grand Circle Travel para uma viagem de 14 dias ao Egito. Dos 203 passageiros, 32 embarcaram em Los Angeles; o restante embarcou em Nova York. Quatro eram membros da tripulação da EgyptAir tinham passagem livre. Incluídos no manifesto de passageiros estavam 33 oficiais militares egípcios voltando de um exercício de treinamento; entre eles estavam dois generais-brigadeiros, um coronel, um major e quatro outros oficiais da Força Aérea. Após o acidente, os jornais do Cairo foram impedidos pelos censores de relatar a presença dos policiais no voo.
| País           | Passageiros | Tripulação | Total |
| -------------- | ----------- | ---------- | ----- |
| Estados Unidos | 100         | 0          | 100   |
| Egito          | 75          | 14         | 89    |
| Canadá         | 21          | 0          | 21    |
| Síria          | 3           | 0          | 3     |
| Sudão          | 2           | 0          | 2     |
| Alemanha       | 1           | 0          | 1     |
| Zimbabwe       | 1           | 0          | 1     |
| Total          | 203         | 14         | 217   |

As autoridades do Aeroporto Internacional John F. Kennedy (JFK) usaram o JFK Ramada Plaza para abrigar parentes e amigos das vítimas do acidente. Devido ao seu papel semelhante após vários acidentes de aeronaves, o Ramada ficou conhecido como "Heartbreak Hotel".

## Detalhes do voo

### Acidente

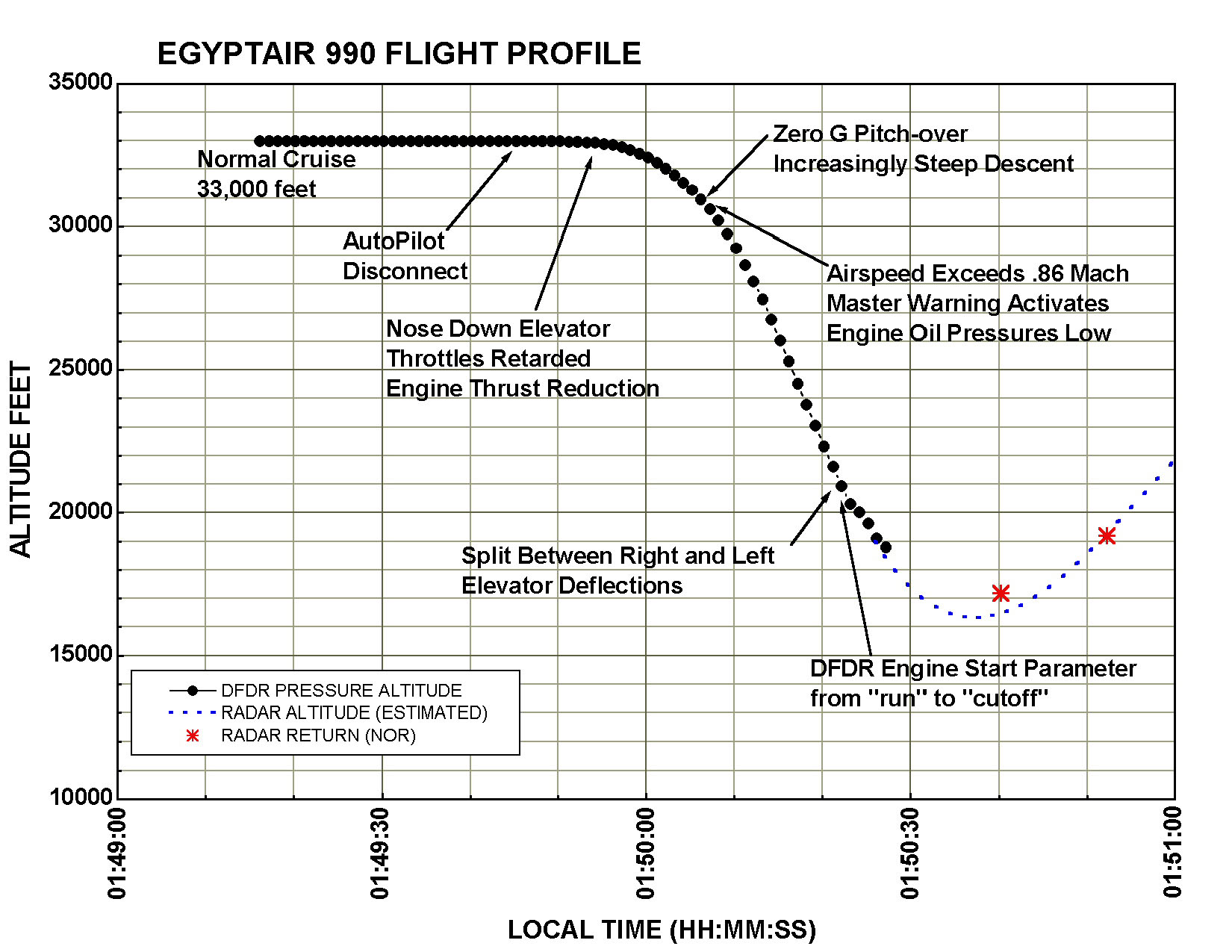
Perfil do voo 990 (Relatório NTSB)

Às 01h20 EST (03:20 UTC-3, 06h20 UTC), a aeronave decolou da pista 22R do JFK. Enquanto o primeiro-oficial de apoio Al-Batouti estava sozinho na cabine e o capitão El-Habashi no lavatório, a aeronave repentinamente mergulhou de nariz para cima, resultando em ausência de peso (zero-g) em toda a cabine. Apesar disso, o capitão conseguiu lutar contra a falta de gravidade e voltar a entrar na cabine. A velocidade do 767 estava perigosamente perto da barreira do som, excedendo seus limites de projeto e começando a enfraquecer sua estrutura. O capitão puxou sua coluna de controle e aplicou potência total aos motores, mas nenhuma ação teve qualquer efeito devido à velocidade da aeronave e os motores foram desligados. O capitão então acionou os freios rápidos, o que diminuiu o mergulho da aeronave, trazendo-a de volta a uma velocidade mais segura. No entanto, essas manobras abruptas resultaram na entrada da aeronave em uma subida íngreme, fazendo com que as forças G empurrassem os passageiros e a tripulação para seus assentos. Ambos os motores pararam completamente, fazendo com que a aeronave perdesse toda a energia elétrica e ambos os gravadores de voo parassem neste ponto. A aeronave então caiu em outro mergulho acentuado e um enorme estresse mecânico fez com que o motor esquerdo acabasse arrancado da asa esquerda. A aeronave começou a quebrar no ar a 10.000 pés (3.000 m) e destroços caíram no Oceano Atlântico às 1:52 EST. Todas as 217 pessoas a bordo morreram.

### Controle de Tráfego Aéreo

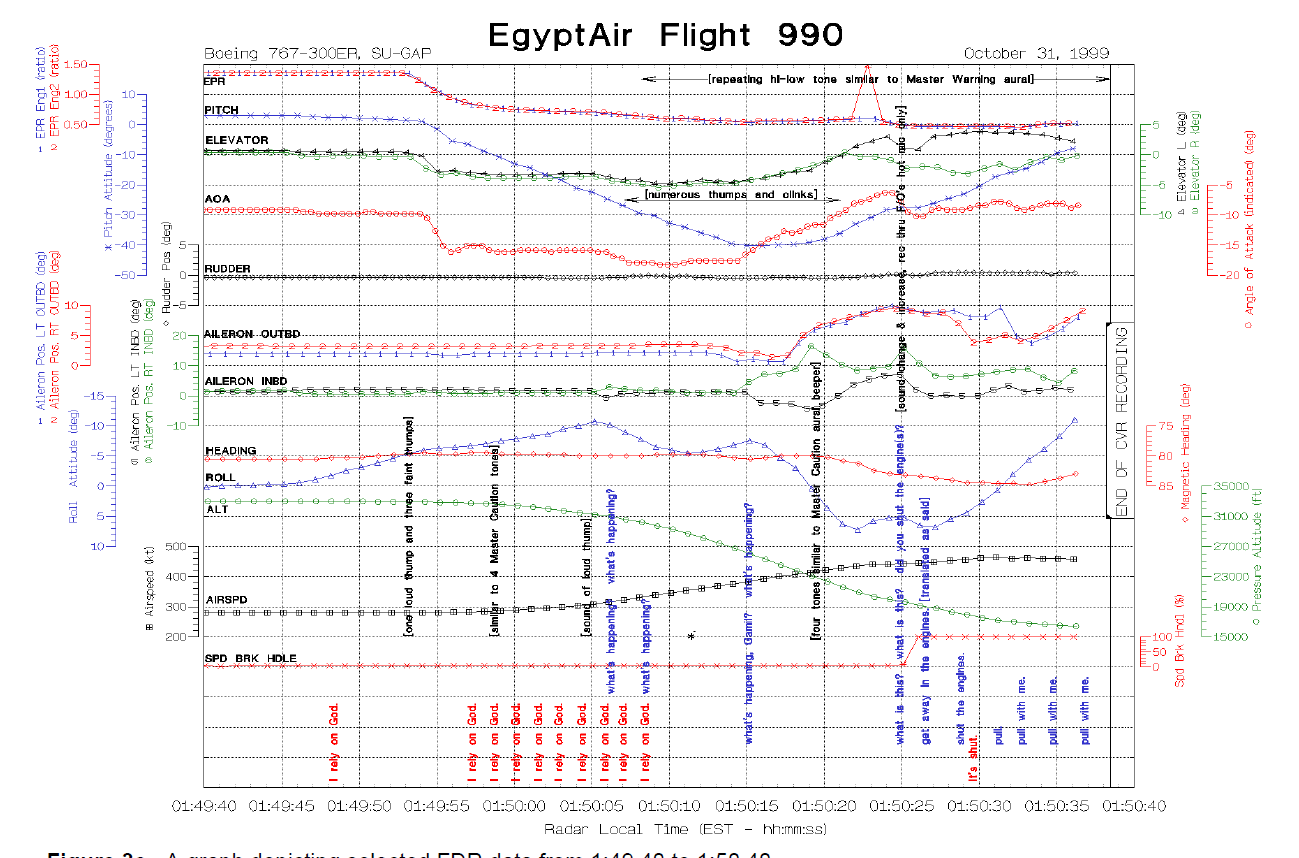
Leitura do gravador de dados de voo (com partes da transcrição do gravador de voz da cabine) do voo EgyptAir 990 pelo NTSB

Os controladores de tráfego aéreo dos EUA forneceram operações de controle de voo transatlântico como parte do Centro de Controle de Tráfego Aéreo de Nova York (referido nas conversas por rádio simplesmente como "Centro" e abreviado nos relatórios como "ZNY"). O espaço aéreo é dividido em "áreas", e a "Área F" era a seção que supervisionava o espaço aéreo através do qual o voo 990 estava voando. O tráfego aéreo comercial transatlântico viaja por meio de um sistema de rotas chamado Aerovia do Atlântico Norte, e o voo 990 era a única aeronave designada para voar na Aerovia Zulu. Além disso, várias áreas de operações militares estão sobre o Atlântico, chamadas de "áreas de alerta", que também são monitoradas pelo New York Center, mas os registros mostram que estavam inativas na noite do acidente.
A interação entre o ZNY e o voo 990 era completamente rotineira. Após a decolagem, o voo 990 foi controlado por três controladores diferentes enquanto subia em estágios até sua altitude de cruzeiro atribuída. A aeronave, como todos os aviões comerciais, estava equipada com um transponder Modo C, que informava automaticamente a altitude do avião quando questionado pelo radar do controle de tráfego aéreo. Às 01:44, o transponder indicou que o voo 990 havia nivelado em 33.000 pés (10.600 metros). Três minutos depois, o controlador solicitou que o voo 990 trocasse as frequências de rádio de comunicação para melhor recepção. Um piloto do voo 990 reconheceu na nova frequência. Esta foi a última transmissão recebida do voo.
Os registros dos retornos do radar indicam uma descida acentuada, com o avião caindo 14.600 pés (4.500 m) em 36 segundos antes de seu último relatório de altitude às 06:50:29 Hora Universal Coordenada (UTC; 01:50:29 UTC-5) Vários retornos "primários" subsequentes (reflexões de radar simples sem as informações de altitude codificadas do Modo C) foram recebidos pelo ATC, sendo o último às 06:52:05. Às 06:54, o controlador ATC tentou notificar o voo 990 de que o contato do radar havia sido perdido, mas não obteve resposta. Dois minutos depois, o controlador contatou a ARINC para determinar se o voo 990 havia mudado para uma frequência oceânica muito cedo. O ARINC tentou contatar o voo 990 no SELCAL, também sem resposta. O controlador então contatou uma aeronave próxima, o voo Lufthansa 499 (LH 499), um Boeing 747 a caminho da Cidade do México para Frankfurt, e pediu à tripulação do voo que tentasse contato com o voo 990, mas eles não foram capazes de fazer contato por rádio, embora também relataram que não estavam recebendo nenhum sinal do transmissor localizador de emergência. O voo 439 da Air France, outro Boeing 747 em rota da Cidade do México a Paris, foi então solicitado a sobrevoar a última posição conhecida do voo 990, mas a tripulação não relatou nada fora do comum. O Center também forneceu as coordenadas da última posição conhecida do voo 990 para a aeronave de resgate da Guarda Costeira.

### Caixas-pretas
O gravador de voz da cabine (CVR) gravou o capitão pedindo licença para ir ao banheiro, seguido 30 segundos depois pelo primeiro oficial dizendo em árabe egípcio "Tawkalt ala Allah", que pode ser traduzido como "Eu confio em Deus". Um minuto depois, o piloto automático foi desligado, seguido imediatamente pelo primeiro oficial dizendo novamente: "Eu confio em Deus." Três segundos depois, os aceleradores de ambos os motores foram reduzidos para marcha lenta e ambos os profundores foram movidos 3° nariz para baixo. O primeiro oficial repetiu "Eu confio em Deus" mais sete vezes antes de o capitão perguntar repetidamente, "O que está acontecendo, o que está acontecendo?" 
O gravador de dados de voo (FDR) refletiu que os elevadores então se moveram para uma condição dividida, com o elevador esquerdo para cima e o elevador direito para baixo, uma condição que se espera ocorrer quando as duas colunas de controle estiverem sujeitas a pelo menos 50 libras de força (220 newtons) de força oposta. Neste ponto, ambos os motores foram desligados movendo as alavancas de partida de funcionamento para corte. O capitão perguntou: "O que é isso? O que é isso? Você desligou os motores?" O capitão é então registrado como dizendo, "vá embora nos motores" (esta é a tradução literal que aparece na transcrição do NTSB), seguido por "desligue os motores". O primeiro oficial responde "Está fechado". As palavras finais gravadas são o capitão afirmando repetidamente, "Puxe comigo", mas os dados do FDR indicaram que as superfícies do profundor permaneceram em uma condição dividida (com a superfície esquerda comandando o nariz para cima e a superfície direita comandando o nariz para baixo) até o FDR e o CVR parou de gravar. Nenhuma outra aeronave estava na área, e nenhuma indicação foi dada de que uma explosão ocorreu a bordo. Os motores operaram normalmente durante todo o voo até serem desligados. A partir da presença de um campo de destroços a oeste de cerca de 1.200 pés (370 m) do campo de destroços oriental, o NTSB concluiu que o motor esquerdo e alguns pequenos pedaços de destroços se separaram da aeronave antes do impacto da água.

### Operações de busca e resgate

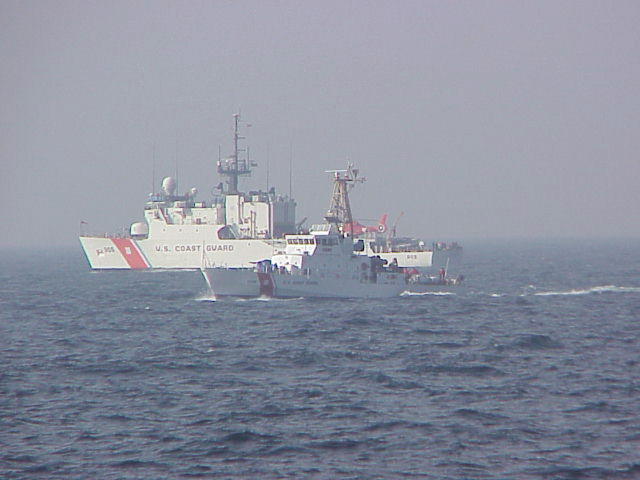
Os cortadores da Guarda Costeira dos EUA Monomoy (WPB-1326) (primeiro plano) e Spencer (WMEC-905) em busca de sobreviventes do acidente

A aeronave caiu em águas internacionais, então o governo egípcio tinha o direito de iniciar sua própria busca, resgate e investigação. Como o governo não tinha recursos para resgatar a aeronave, o governo egípcio solicitou que os Estados Unidos conduzissem a investigação. O governo egípcio assinou uma carta cedendo formalmente a responsabilidade de investigar o acidente aos Estados Unidos.
As operações de busca e resgate foram lançadas minutos após a perda do contato do radar, com a maior parte da operação sendo conduzida pela Guarda Costeira dos Estados Unidos. Às 03:00 EST, um jato HU-25 Falcon decolou da Air Station Cape Cod, tornando-se a primeira equipe de resgate a alcançar a última posição conhecida do avião. Todas as lanchas da Guarda Costeira dos EUA  na área foram imediatamente desviados para procurar a aeronave, e uma transmissão de informação marítima urgente foi emitida, solicitando aos marinheiros na área que ficassem atentos à aeronave acidentada.

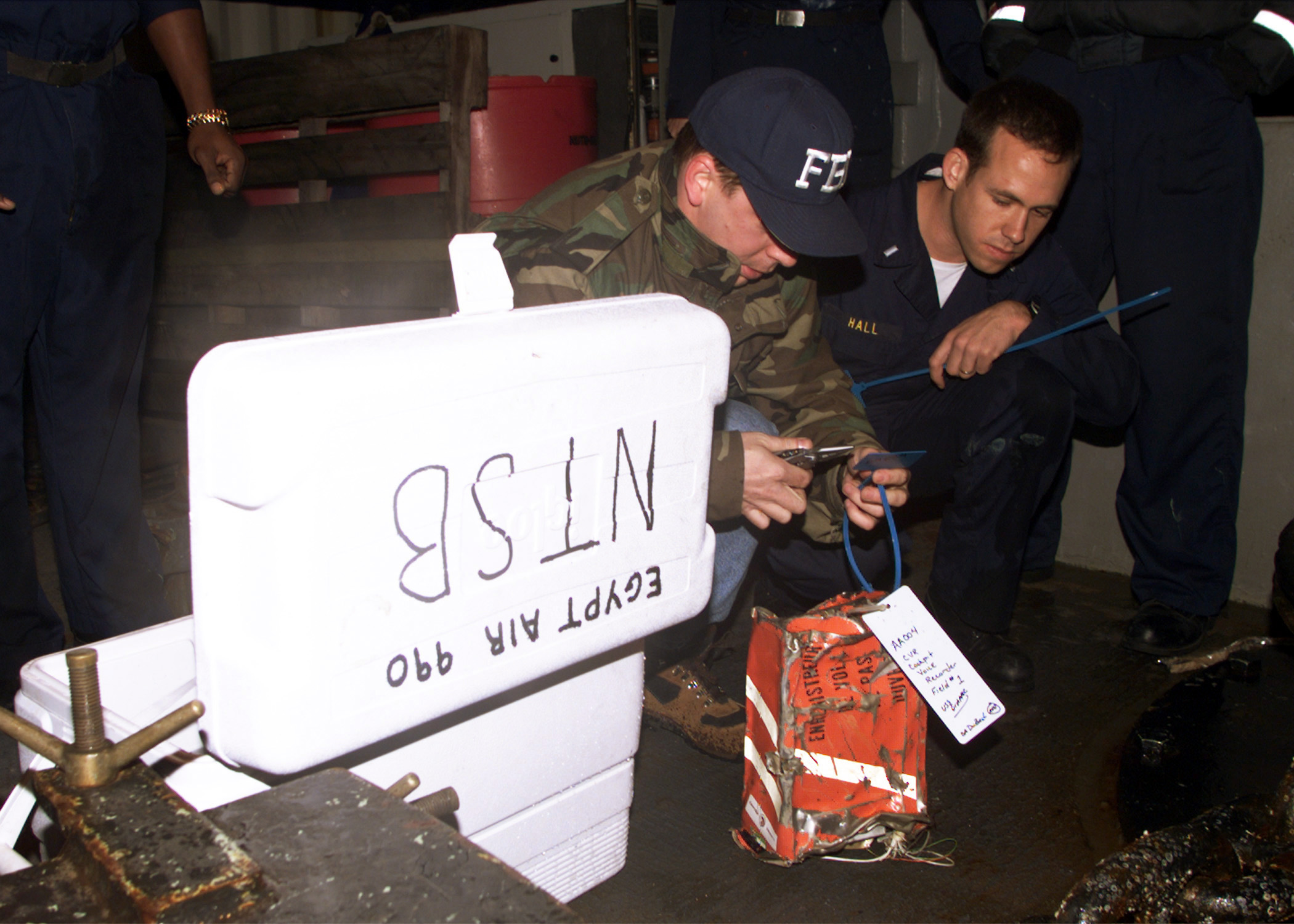
Um agente do FBI etiqueta o gravador de voz da cabine do Voo 990 da EgyptAir no convés do navio da marinha americana USS Grapple (ARS 53), no local que a aeronave sofreu seu acidente, em 13 de novembro de 1999.

Ao amanhecer, o navio de treinamento da Academia da Marinha Mercante dos Estados Unidos, T / V Kings Pointer, encontrou uma mancha de óleo e alguns pequenos pedaços de destroços. Os esforços de resgate continuaram por ar e por mar, com um grupo de cortadores da Guarda Costeira dos EUA cobrindo 10.000 milhas náuticas (26.000 km²) em 31 de outubro de 1999 com a esperança de localizar sobreviventes, mas nenhum corpo foi recuperado do campo de destroços. Eventualmente, a maioria dos passageiros foi identificada por DNA de restos fraturados recuperados do campo de destroços e do fundo do oceano. Os membros da equipe da Força de Ataque Nacional trouxeram dois caminhões de equipamentos de Fort Dix, Nova Jersey, para Newport, Rhode Island, para estabelecer um posto de comando do acidente. Oficiais da Marinha dos Estados Unidos e da Administração Nacional Oceânica e Atmosférica (NOAA) foram despachados para se juntar ao comando. A operação de busca e resgate foi suspensa em 1º de novembro de 1999, com as embarcações e aeronaves de resgate passando para as operações de recuperação.
O navio de resgate e salvamento da Marinha dos EUA USS Grapple (ARS-53), o rebocador oceânico da frota da Marinha dos EUA USNS Mohawk (T-ATF-170) e o navio de pesquisa NOAA NOAAS Whiting (S 329) chegaram para assumir os esforços de salvamento, incluindo recuperação da maior parte dos destroços do fundo do mar. Os gravadores de dados de voo e de voz da cabine foram recuperados em poucos dias pelo submersível Deep Drone III da Marinha dos EUA. No total, um C-130 Hercules, um helicóptero H-60, o HU-25 Falcon e os cortadores da Guarda Costeira USCGC Monomoy (WPB-1326), USCGC Spencer (WMEC-905), USCGC Reliance (WMEC-615) , USCGC Bainbridge Island (WPB-1343), USCGC Juniper (WLB-201), USCGC Point Highland (WPB-82333), USCGC Chinook (WPB-87308) e USCGC Hammerhead, juntamente com seus helicópteros de apoio, participaram da pesquisa.
Um segundo esforço de salvamento foi feito em março de 2000, recuperando o segundo motor da aeronave e alguns dos controles da cabine de comando.

## Investigações
De acordo com o tratado da Organização da Aviação Civil Internacional, a investigação de um acidente de aeronave em águas internacionais está sob a jurisdição do país de registro da aeronave. A pedido do governo egípcio, o NTSB dos EUA assumiu a liderança nesta investigação, com a participação da Autoridade de Aviação Civil Egípcia (ECAA). A investigação foi apoiada pela Federal Aviation Administration, o Federal Bureau of Investigation, a Guarda Costeira dos Estados Unidos, o Departamento de Defesa dos EUA, NOAA, Boeing Commercial Airplanes, EgyptAir e Pratt & Whitney Aircraft Engines.
Inicialmente, especulou-se que o acidente estava relacionado ao acidente do voo 004 da Lauda Air, em 1991, causado por um reversor de empuxo não comandado, levando a um mergulho de nariz semelhante da altitude de cruzeiro. Os dois 767s envolvidos foram montados lado a lado e tinham motores Pratt & Whitney PW4000 idênticos.
Duas semanas após o acidente, o NTSB propôs declarar o acidente como um evento criminoso e entregar a investigação ao FBI. Oficiais do governo egípcio protestaram, e Omar Suleiman, chefe da inteligência egípcia, viajou para Washington para se juntar à investigação.

### Deserção de Hamdi Hanafi Taha
Em fevereiro de 2000, um capitão de 767 da EgyptAir, Hamdi Hanafi Taha, buscou asilo político em Londres depois de pousar seu avião lá. Em sua declaração às autoridades britânicas, ele afirmou ter conhecimento das circunstâncias por trás da queda do voo 990. Ele teria dito que queria "parar com todas as mentiras sobre o desastre" e colocar grande parte da culpa na gestão da companhia aérea.
Osama El-Baz, um conselheiro do presidente egípcio Hosni Mubarak, disse: "Este piloto não pode saber nada sobre o avião; as chances de que ele tenha qualquer informação [sobre a queda do voo 990] são muito pequenas." Funcionários da EgyptAir também rejeitaram imediatamente a alegação de Taha. Investigadores americanos confirmaram aspectos importantes das informações de Taha, mas decidiram não irritar ainda mais o governo egípcio, emitindo qualquer declaração oficial sobre os motivos de Al-Batouti. A EgyptAir demitiu Taha, e seu pedido de asilo britânico foi negado, embora ele tenha dado uma extensa entrevista a um jornal de Londres em 2002, e um documentário de 2005 creditado a ele como "Capitão Exilado".

### Investigação e conclusão do NTSB
A investigação do NTSB centrou-se nas ações do primeiro-oficial substituto, Gameel Al-Batouti. O NTSB determinou que a única maneira de ocorrer a condição de elevador dividido observada era se o piloto do assento esquerdo (posição do capitão) comandasse o nariz para cima enquanto o piloto do assento direito (posição do primeiro oficial) comandasse o nariz para baixo. Como a investigação egípcia encaminhou vários cenários de falha mecânica, cada um deles foi testado pelo NTSB e considerado não compatível com as evidências factuais. O NTSB concluiu que nenhum cenário de falha mecânica, nem eles nem a investigação egípcia poderiam apresentar igual às evidências no terreno, e que mesmo se a falha mecânica fosse um fator, o design do 767 teria tornado a situação recuperável.
O relatório final do NTSB foi emitido em 21 de março de 2002, após uma investigação de dois anos, e concluído como "não apurado".
Na seção "Resumo" do relatório do NTSB:

1. Os movimentos do nariz para baixo do avião acidentado não resultaram de uma falha no sistema de controle do profundor ou de qualquer outra falha do avião.

2. Os movimentos do avião acidentado durante a parte inicial da sequência do acidente foram o resultado da manipulação dos comandos do primeiro-oficial substituto.

3. Os movimentos do avião acidentado depois que o comandante voltou à cabine foram o resultado de ambos os comandos dos pilotos, incluindo comandos de elevador opostos, onde o primeiro-oficial substituto continuou a comandar o nariz para baixo e o capitão comandou os movimentos do nariz para cima.
A "Causa Provável" no relatório final diz:

O Conselho Nacional de Segurança nos Transportes determina que a causa provável do acidente do voo 990 da EgyptAir é a saída do avião do voo normal de cruzeiro e o impacto subsequente com o Oceano Atlântico como resultado das informações de controle de voo do primeiro-oficial substituto. A razão para as ações do primeiro oficial substituto não foi determinada.

### Investigação e conclusão da ECAA
Depois de ceder formalmente a responsabilidade pela investigação do acidente ao NTSB, as autoridades egípcias ficaram cada vez mais insatisfeitas com a direção que a investigação estava tomando e iniciaram sua própria investigação nas semanas seguintes ao acidente. O relatório da ECAA concluiu que "o primeiro-oficial substituto não mergulhou deliberadamente o avião no oceano" e que a falha mecânica foi "uma causa plausível e provável do acidente".

William Langewiesche, um jornalista de aviação, disse: 
"No caso dos egípcios, eles estavam seguindo uma linha de pensamento completamente diferente. Parecia-me que eles sabiam muito bem que seu homem, Batouti, tinha feito isso. Eles estavam perseguindo uma agenda política que era impulsionada pela necessidade de responder aos seus superiores em uma estrutura política autocrática e piramidal. A palavra havia sido passada do alto, provavelmente do próprio Mubarak, que não havia como Batouti, o co-piloto, poderia ter feito isso. Para os investigadores de acidentes no Egito, o jogo então se tornou não perseguir a verdade, mas apoiar a linha oficial."

### Respostas aos relatórios
A investigação do NTSB e seus resultados atraíram críticas do governo egípcio, que apresentou várias teorias alternativas sobre o mau funcionamento mecânico da aeronave. As teorias propostas pelas autoridades egípcias foram testadas pelo NTSB, mas nenhuma foi encontrada para corresponder aos fatos. Por exemplo, uma capa dura de montagem de elevador (na qual o elevador em uma posição totalmente estendida adere porque a dobradiça se encaixa na estrutura da cauda) proposta pelos egípcios foi descontada porque os dados do gravador de voo mostraram que o elevador estava em uma "condição dividida". Nesse estado, um lado do elevador está para cima e o outro para baixo; no 767, esta condição só é possível por meio de entrada de controle de voo (ou seja, uma coluna é empurrada para frente, a outra puxada para trás).
Algumas evidências indicaram que uma das unidades de controle de energia do elevador certo pode ter sofrido um mau funcionamento, e a investigação egípcia mencionou isso como uma causa provável do acidente. Embora observando que o dano realmente existiu, o NTSB respondeu que era mais provável o resultado do acidente, em vez de um problema preexistente, já que o 767 foi projetado para permanecer em condições de aeronavegabilidade mesmo com duas PCUs falhadas.

## Cobertura da mídia
Enquanto a investigação oficial prosseguia, as especulações sobre o acidente correram soltas na mídia ocidental e egípcia.

### Especulação da mídia ocidental
Muito antes do NTSB divulgar seu relatório final, a mídia ocidental começou a especular sobre o significado das conversas gravadas na cabine e sobre os possíveis motivos - incluindo suicídio e terrorismo - por trás das ações de Al-Batouti no voo. A especulação, em parte, foi baseada em vazamentos de um oficial federal não identificado de que o tripulante no assento do co-piloto disse: "Eu tomei minha decisão agora. Coloquei minha fé nas mãos de Deus".
Durante uma coletiva de imprensa realizada em 19 de novembro de 1999, o presidente do NTSB, Jim Hall, denunciou tal especulação e disse que ela "prestou um péssimo serviço à amizade de longa data entre o povo dos Estados Unidos da América e do Egito".
Em 20 de novembro de 1999, a Associated Press citou altos funcionários americanos dizendo que a citação não estava de fato na gravação. Acredita-se que a especulação surgiu de uma tradução incorreta de uma frase do árabe egípcio (Tawkalt ala Allah) que significa "Eu confio em Deus".
O Sunday Times de Londres, citando fontes não identificadas, especulou que o primeiro-oficial substituto havia sido "traumatizado pela guerra" e estava deprimido porque muitos membros de seu esquadrão de caça na guerra de 1973 foram mortos.
A presença sem precedentes de 33 membros do estado-maior egípcio no voo (ao contrário do procedimento operacional padrão) alimentou uma série de teorias da conspiração. Alguns opinaram que foi uma ação (e potencialmente uma conspiração) de extremistas muçulmanos contra o Egito. Outros responderam que o Mossad os tinha como alvo.

### Reação e especulação da mídia egípcia
A mídia egípcia reagiu com indignação às especulações da imprensa ocidental. O jornal estatal Al Ahram Al Misri chamou Al-Batouti de "mártir", e o islâmico Al Shaab cobriu a história com uma manchete que dizia: "O objetivo da América é esconder a verdade culpando o piloto da EgyptAir."
Pelo menos dois jornais egípcios, Al Gomhuria e Al-Musawar, propuseram teorias de que a aeronave foi acidentalmente abatida pelos EUA. Outras teorias também foram apresentadas pela imprensa egípcia, incluindo o islâmico Al Shaab, que especulou que a culpa era de uma conspiração do Mossad / CIA (já que, supostamente, as equipes da EgyptAir e da El Al ficaram no mesmo hotel em Nova York). O Al Shaab também acusou as autoridades americanas de recuperar secretamente o gravador de dados de voo, reprogramá-lo e jogá-lo de volta na água para ser recuperado publicamente.
A unificação de toda a imprensa egípcia era uma crença estritamente mantida de que "é inconcebível que um piloto se matasse ao bater um jato com 217 pessoas a bordo." Não é possível que alguém que se suicidasse também mataria tantas pessoas inocentes ao seu lado ", disse Ehab William, um cirurgião do Hospital Anglo-Americano do Cairo."

A mídia egípcia também reagiu contra a especulação ocidental de conexões terroristas. O Cairo Times relatou: 
"O sobrinho do piloto falecido atacou em particular contra as especulações de que seu tio poderia ter sido um extremista religioso. 'Ele amava os Estados Unidos', disse o sobrinho. 'Se você queria fazer compras em Nova York, ele era o homem com quem falar, porque ele conhecia todas as lojas.'"

### Reação do público egípcio
William Langewiesche, um escritor, jornalista de aviação e piloto, disse que no Cairo encontrou três grupos de pessoas. Ele disse que os cairotas comuns acreditavam que existia uma conspiração americana para atacar o voo EgyptAir 990 e que os americanos estavam encobrindo o fato. Ele acrescentou que um pequeno grupo de cairotas, em sua maioria consistindo de "intelectuais", "sabia perfeitamente bem que Batouti, o co-piloto substituto, havia empurrado aquele avião para a água, e que o governo egípcio estava fazendo uma barreira e estava engajado no que viu como um exercício típico de governo egípcio." Langewiesche disse que "as pessoas envolvidas diretamente na investigação" apresentaram "uma linha partidária uniforme, um rosto uniforme com muito poucas rachaduras. Eles me bloquearam e isso por si só foi muito interessante". Langewiesche argumentou que "no muro de pedra, eles estavam se revelando" e que, se realmente acreditassem que Batouti era inocente, teriam convidado Langewiesche para ver uma prova dessa teoria.

## Consequência
Após o acidente, a companhia aérea alterou o número do voo da rota JFK para o Cairo de MS990 para MS986 (com a rota de volta alterado de MS989 para MS985 e o serviço para Los Angeles foi interrompido). O voo 986 é operado por um Boeing 777.

## Na cultura popular
A Al Jazeera, um canal de língua árabe, produziu um documentário de Yosri Fouda sobre o voo que foi transmitido em março de 2000. O documentário analisou a conclusão preliminar do NTSB e as especulações a respeito. No documentário, os dados do NTSB foram usados com um simulador de voo do mesmo modelo de aeronave para tentar reconstruir as circunstâncias do acidente, mas o simulador falhou três vezes em replicar a teoria do NTSB para mergulhar um 767 totalmente funcional de 33.000 pés (10.000 m) a 19.000 pés (5.800 m) em 37 segundos. No entanto, um jornalista de 2001 descreve como reproduziu com sucesso o incidente em um simulador de voo da Boeing.
Os eventos do voo 990 foram apresentados em "Death and Denial" (nos EUA), um episódio da terceira temporada (2005) da série de TV canadense Mayday (chamada Air Emergency and Air Disasters nos EUA e Air Crash Investigation no Reino Unido e em outras partes do mundo). O episódio foi transmitido com o título "EgyptAir 990" no Reino Unido, Austrália, Ásia e no Brasil.
Em resposta à alegação da ECAA de falta de profissionalismo do NTSB, o ex-diretor de segurança da aviação do NTSB, Bernard Loeb, declarou:

O que não foi profissional foi a insistência dos egípcios, diante de evidências irrefutáveis, para quem sabe alguma coisa sobre investigação de acidentes de avião e quem sabe alguma coisa sobre aerodinâmica e aviões, foi o fato de que este avião foi intencionalmente voado para o oceano. Nenhum cenário que os egípcios inventaram, ou que nós inventamos, em que houvesse algum tipo de falha mecânica no sistema de controle do profundor, corresponderia ao perfil de voo ou seria uma situação em que o avião não fosse recuperável.
A reconstituição do acidente na série Mayday foi baseada nas fitas do controle de tráfego aéreo, bem como nas transcrições do gravador de voz da cabine. Em entrevistas conduzidas para o programa, os familiares do primeiro-oficial substituto contestaram veementemente as teorias do suicídio e da colisão deliberada, e os descartaram como tendenciosos. O programa, no entanto, concluiu que Al-Batouti derrubou o avião por motivos pessoais; ele havia sido severamente repreendido por seu supervisor por assédio sexual após supostamente "se expor a meninas adolescentes e fazer propostas a hóspedes de hotel", e o piloto-chefe estava, de fato, a bordo do avião quando ele foi derrubado. A investigação concluiu que se tratou de um ato de vingança do co-piloto que tinha sido proibido de voar em rotas americanas devido a conduta sexual imprópria.
Esta reconstituição também mostra o primeiro oficial substituto forçando o avião para baixo enquanto o capitão do comando tenta puxar o avião para cima. Apesar disso, ao ser concluído, o programa destaca a conclusão oficial do NTSB e o fato de não fazer menção a uma missão suicida. Em vez disso, ele simplesmente afirma que o acidente foi um resultado direto de ações feitas pelo copiloto por razões "não determinadas".